# Football Club Pro Vercelli 1892 2018-2019
Questa voce raccoglie le informazioni riguardanti il Football Club Pro Vercelli 1892 nelle competizioni ufficiali della stagione 2018-2019.

## Stagione
Nella stagione 2018-2019 la Pro Vercelli disputa il girone A del campionato di Serie C, con 64 punti raccoglie il quarto posto finale. Nei Play-off nel primo turno supera (3-1) l'Alessandria, nel secondo turno perde (1-2) con la Carrarese. Allenata da Vito Grieco ottiene 31 punti nel girone di andata e 33 nel girone di ritorno. Con 12 reti Claudio Morra è stato il miglior finalizzatore vercellese. La Pro Vercelli partecipa alla Coppa Italia Tim Cup dove nel secondo turno pareggia (1-1) a Brescia, e viene eliminata (4-1) ai rigori. Mentre nella Coppa Italia di Serie C nei sedicesimi supera l'Alessandria, (1-1) al termine dei supplementari (8-7) dopo i calci di rigore, negli ottavi perde (1-0) a Monza.

## Divise e sponsor
Il fornitore ufficiale di materiale tecnico per la stagione 2018-2019 è Erreà, mentre lo sponsor di maglia è PGO Group S.p.A.
| Casa | Trasferta | Terza divisa |

## Rosa
| N. |                    | Ruolo | Calciatore           |
| -- | ------------------ | ----- | -------------------- |
| 1  | Italia (bandiera)  | P     | Simone Moschin       |
| 2  | Italia (bandiera)  | D     | Filippo Berra        |
| 3  | Italia (bandiera)  | D     | Carlo Mammarella     |
| 4  | Italia (bandiera)  | C     | Alessandro Sangiorgi |
| 5  | Italia (bandiera)  | D     | Luca Tedeschi        |
| 6  | Brasile (bandiera) | C     | Gladestony Da Silva  |
| 7  | Italia (bandiera)  | A     | Davide Cavaliere     |
| 8  | Italia (bandiera)  | C     | Umberto Germano      |
| 9  | Italia (bandiera)  | A     | Gianmario Comi       |
| 10 | Italia (bandiera)  | C     | Massimiliano Gatto   |
| 11 | Italia (bandiera)  | C     | Leonardo Gatto       |
| 12 | Italia (bandiera)  | P     | Lorenzo Rovei        |
| 13 | Italia (bandiera)  | D     | Luca Milesi          |
| 14 | Italia (bandiera)  | C     | Alessandro Bellemo   |

| N. |                    | Ruolo | Calciatore          |
| -- | ------------------ | ----- | ------------------- |
| 17 | Italia (bandiera)  | C     | Simone Rosso        |
| 18 | Italia (bandiera)  | C     | Eros Schiavon       |
| 19 | Romania (bandiera) | D     | Raoul Mal           |
| 21 | Italia (bandiera)  | A     | Paolo Grillo        |
| 22 | Italia (bandiera)  | P     | Tommaso Nobile      |
| 24 | Italia (bandiera)  | C     | Antonio Grillo      |
| 25 | Italia (bandiera)  | D     | Francesco Pezziardi |
| 27 | Brasile (bandiera) | C     | Paulo Azzi          |
| 28 | Italia (bandiera)  | D     | Luca Crescenzi      |
| 29 | Italia (bandiera)  | D     | Roberto Iezzi       |
| 30 | Italia (bandiera)  | C     | Michele Foglia      |
| 31 | Italia (bandiera)  | D     | Davide De Marino    |
| 32 | Italia (bandiera)  | A     | Claudio Morra       |
| 36 | Italia (bandiera)  | A     | Erik Gerbi          |

## Risultati

### Serie C

#### Girone di andata
| Arbitro: | Camplone (Pescara) |

|                      |           |             |
| Pergreffi 41’ (aut.) | Marcatori | 71’ Pesenti |

| Arbitro: | Longo (Paola) |

|                              |           |           |
| Buglio 25’ Cutolo 65’, 90+4’ | Marcatori | 77’ Gerbi |

| Arbitro: | Acanfora (Castellammare di Stabia) |

|           |           |             |
| Morra 53’ | Marcatori | 45’ Santini |

| Arbitro: | Pirrotta (Barcellona Pozzo di Gotto) |

|                     |           |                                     |
| Martignago 22’, 43’ | Marcatori | 14’ Morra 52’ Gerbi 71’ (rig.) Comi |

| Arbitro: | D'Ascanio (Ancona) |

|                     |           |            |
| Morra 15’, 18’, 57’ | Marcatori | 72’ Biasci |

| Arbitro: | Angelucci (Foligno) |

|  |           |             |
|  | Marcatori | 21’ Germano |

| Vercelli 19 marzo 2019, ore 20:30 CET 7ª giornata | Pro Vercelli           | 0 – 0 referto | Virtus Entella | Stadio Silvio Piola (1948 spett.)\| Arbitro: \| Marchetti (Ostia Lido) \| |
| Arbitro:                                          | Marchetti (Ostia Lido) |               |                |                                                                           |

| Vercelli 21 ottobre 2018, ore 16:30 CEST 8ª giornata | Pro Vercelli                  | 0 – 0 referto | Pontedera | Stadio Silvio Piola (2618 spett.)\| Arbitro: \| Pascarella (Nocera Inferiore) \| |
| Arbitro:                                             | Pascarella (Nocera Inferiore) |               |           |                                                                                  |

| Arbitro: | Meleleo (Casarano) |

|                                  |           |           |
| Milesi 79’ (aut.) Birindelli 89’ | Marcatori | 25’ Morra |

| Arbitro: | Marcenaro (Genova) |

|                       |           |           |
| Gladestony 21’ (rig.) | Marcatori | 35’ Cacia |

| Arbitro: | Cascone (Nocera Inferiore) |

|  |           |                               |
|  | Marcatori | 47’ Germano 88’ (aut.) Brumat |

| Arbitro: | Monaldi (Macerata) |

|           |           |                                    |
| Sanna 41’ | Marcatori | 31’ Comi 56’ L. Gatto 58’ Tedeschi |

| Arbitro: | Paterna (Teramo) |

|                       |           |  |
| Gladestony 14’ (rig.) | Marcatori |  |

| Arbitro: | Clerico (Torino) |

|  |           |                |
|  | Marcatori | 43’ Mammarella |

| Arbitro: | Carella (Bari) |

|  |           |          |
|  | Marcatori | 79’ Caso |

| Arbitro: | G. Miele (Nola) |

|                |           |          |
| Bortolussi 25’ | Marcatori | 1’ Morra |

| Arbitro: | Donda (Cormons) |

|                  |           |  |
| Paulo Azzi 90+3’ | Marcatori |  |

| 23 dicembre 2018 18ª giornata | Pro Piacenza | – Gara annullata per l'esclusione del Pro Piacenza dal campionato. | Pro Vercelli |  |

| Arbitro: | N. Marini (Trieste) |

|           |           |             |
| Gerbi 66’ | Marcatori | 4’ Ogunseye |

#### Girone di ritorno
| Arbitro: | Robilotta (Sala Consilina) |

|  |           |           |
|  | Marcatori | 81’ Morra |

| Arbitro: | De Angeli (Abbiategrasso) |

|              |           |  |
| M. Gatto 49’ | Marcatori |  |

| Arbitro: | Cipriani (Empoli) |

|                                |           |          |
| Panizzi 58’ Santini 63’ (Rig.) | Marcatori | 90’ Comi |

| Arbitro: | Carrione (Castellammare di Stabia) |

|           |           |  |
| Berra 79’ | Marcatori |  |

| Arbitro: | Marchetti (Ostia lido) |

|  |           |           |
|  | Marcatori | 77’ Morra |

| Vercelli 10 febbraio 2019, ore 14.30 CET 25ª giornata | Pro Vercelli         | 0 – 0 referto | Pro Patria | Stadio Silvio Piola (1524 spett.)\| Arbitro: \| Meraviglia (Pistoia) \| |
| Arbitro:                                              | Meraviglia (Pistoia) |               |            |                                                                         |

| Arbitro: | Sozza (Seregno) |

|                         |           |                  |
| Mancosu 9’ Caturano 90’ | Marcatori | 32’ (rig.) Morra |

| Arbitro: | Santoro (Messina) |

|  |           |                             |
|  | Marcatori | 17’ M. Gatto 66’ Mammarella |

| Arbitro: | Ayroldi (Molfetta) |

|           |           |                             |
| Berra 20’ | Marcatori | 31’ Pesenti 77’ Moscardelli |

| Arbitro: | Vigile (Cosenza) |

|                                       |           |               |
| Mammarella 9’ (aut.) Cacia 95’ (rig.) | Marcatori | 77’ Crescenzi |

| Arbitro: | Colombo (Como) |

|           |           |           |
| Berra 11’ | Marcatori | 51’ Gerli |

| Arbitro: | Pasciuta (Agrigento) |

|                                          |           |  |
| Berra 2’ L. Gatto 40’ Morra 56’ Comi 85’ | Marcatori |  |

| Arbitro: | Nicoletti (Catanzaro) |

|                                        |           |  |
| Bunino 38’ Zanimacchia 43’ Touré 90+4’ | Marcatori |  |

| Arbitro: | Garofalo (Torre del Greco) |

|           |           |  |
| Berra 24’ | Marcatori |  |

| Arbitro: | D'Ascanio (Ancona) |

|  |           |                   |
|  | Marcatori | 31’ Mal 78’ Berra |

| Vercelli 13 aprile 2019, ore 18.30 CEST 35ª giornata | Pro Vercelli                         | 0 – 0 referto | Lucchese | Stadio Silvio Piola (1.461 spett.)\| Arbitro: \| Pirrotta (Barcellona Pozzo di Gotto) \| |
| Arbitro:                                             | Pirrotta (Barcellona Pozzo di Gotto) |               |          |                                                                                          |

| Arbitro: | Pashuku (Albano Laziale) |

|             |           |                    |
| Momentè 13’ | Marcatori | 61’ Morra 89’ Comi |

| 28 aprile 2019, ore CEST 37ª giornata | Pro Vercelli | 3 – 0 Partita assegnata (3-0) per l'esclusione del Pro Piacenza dal Campionato. | Pro Piacenza |  |

| Arbitro: | Fiero (Pistoia) |

|           |           |  |
| Ceter 43’ | Marcatori |  |

#### Play off
| Arbitro: | Cudini (Fermo) |

|                                     |           |             |
| Berra 8’ Gazzi 61’ (aut.) Morra 82’ | Marcatori | 31’ De Luca |

| Arbitro: | Santoro (Messina) |

|                     |           |                             |
| M. Gatto 58’ (rig.) | Marcatori | 81’ Caccavallo 90+4’ Biasci |

### Coppa Italia

#### Turni eliminatori
| Arbitro: | Minelli (Varese) |

|                                    |                      |                         |
| Donnarumma 47’                     | Marcatori            | 90+3’ Berra             |
| Torregrossa Sabelli F. Curcio Ndoj | Tiri di rigore 4 – 1 | Mammarella Polidori Mal |

### Coppa Italia Serie C
| Arbitro: | Clerico (Torino) |

|                                                               |                      |                                                                   |
| Berra 88’                                                     | Marcatori            | 65’ Akkammadu                                                     |
| Comi Grillo Mal Berra Iezzi Bellemo Crescenzi Moschin Colombo | Tiri di rigore 8 – 7 | De Luca Sartore Prestia Rocco Bellazzini Gazzi Sbampato Badan Pop |

| Arbitro: | Cudini (Fermo) |

|                |           |  |
| Comi 3’ (aut.) | Marcatori |  |